# KR Motors
Hyosung (Hyosung Motors & Machinery Inc.) est un constructeur de motocyclette coréen, produisant aussi des pièces dans le secteur automobile.

## Historique de la société
Fondée en 1978, Hyosung Motorcycle était alors une sous-division du groupe industriel Hyosung Group of industries.
Hyosung commença à produire des motos Suzuki pour le marché coréen à Changwon (Corée du Sud) en 1979.
En 1986, Hyosung établit son centre de recherche et de développement à Hamamatsu (Japon), l'année suivante, ils commencèrent à produire leurs propres modèles.
Hyosung a également été fournisseur officiel de motos pour les Jeux olympiques d'été de Séoul.

## Actuellement
En 2003, Hyosung Motors & Machinery Inc a été détaché du groupe Hyosung, et constitue maintenant une société à part entière.
Récemment, ils ont étendu leur production de motos classiques vers une production de motos plus « sportives », leur permettant ainsi d'arriver sur les marchés nord-américain, européen et australien, avec une gamme de deux-roues allant de 50 à 650 cm3 (scooters et motos). Un modèle doté d'un moteur de 1 000 cm3 serait en prévision.

## Modèles importés enFrance

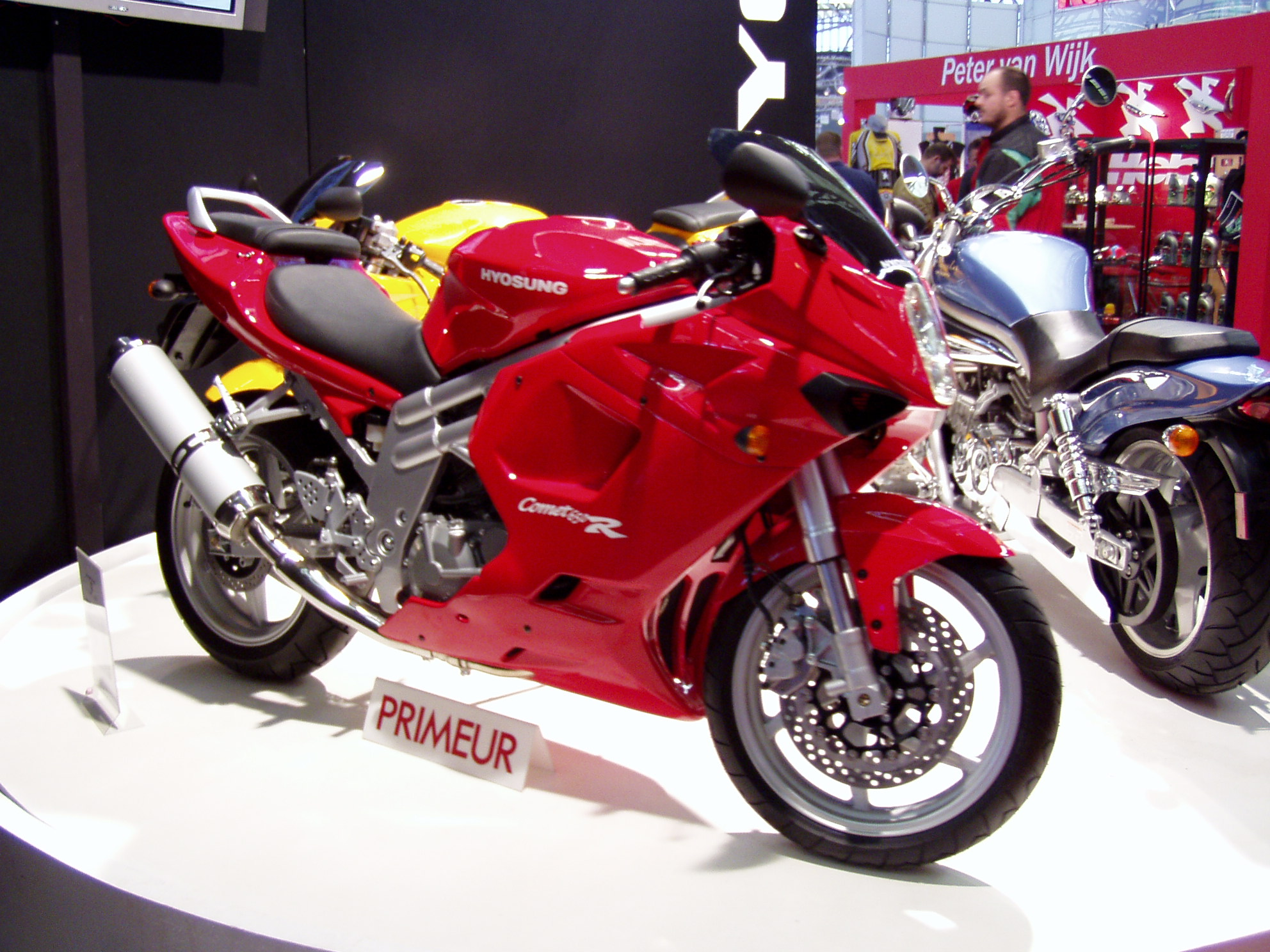
Hyosung Comet 650 R

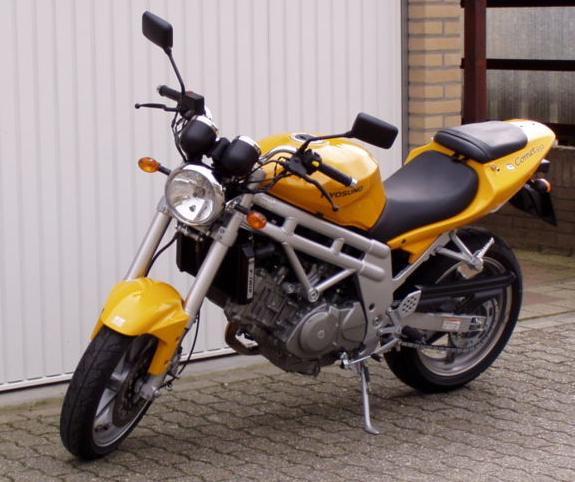
Hyosung Comet 650 02

Sportives - « Comet » 
- Hyosung GT650R
- Hyosung GT650S
- Hyosung GT125R

Roadster - « Comet »
- Hyosung GT650 Hyosung Comet 650 02
- Hyosung GT125

Custom - « Aquila »
- Hyosung GV650 Hyosung Aquila
- Hyosung GV125C
- Hyosung GV125S
- Hyosung GV300S

Trail
- Hyosung RX125
- Hyosung karion

Scooter

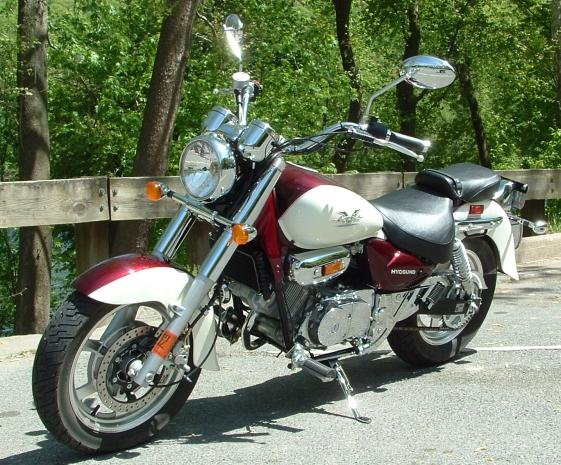
Hyosung Aquila

- Hyosung SF50R « Rally »/« Rally50 »
- Hyosung sense 50 cm3

## Autres modèles

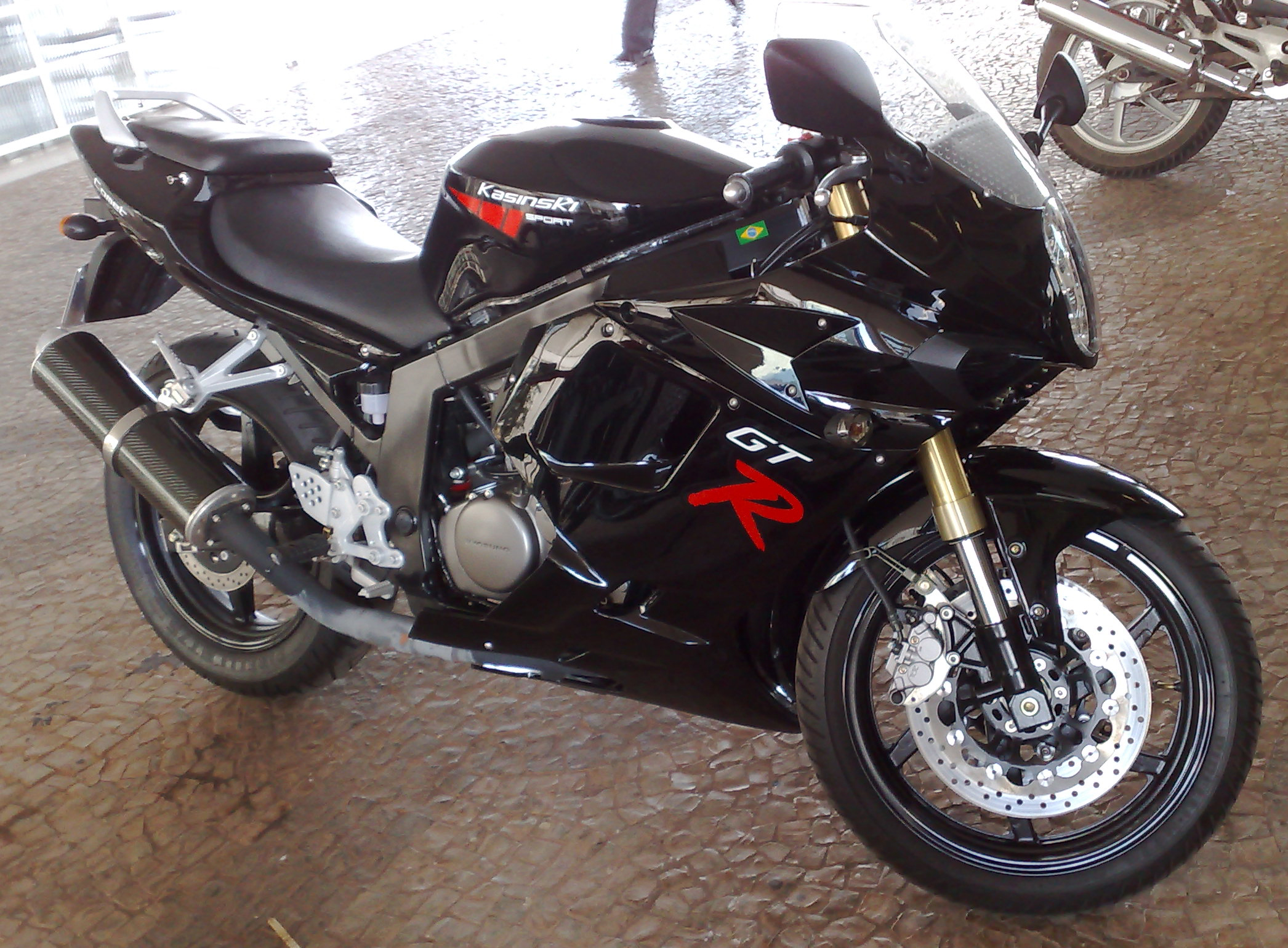
Kasisnki GTR 250

- Hyosung GT250R Kasisnki GTR 250
- Hyosung GT250S
- Hyosung GV250
- Hyosung KR110

- Hyosung Exceed
- Hyosung Megajet
- Hyosung Rapid
- Hyosung Grand Prix 125 4T
- Hyosung SF50 « Prima »
- Hyosung SF100 « Rally100 »
- Hyosung SD50 « Sense »
- Hyosung Supercap

- Hyosung Troy

- Hyosung TE50 « WOW50 »
- Hyosung TE100 « WOW100 »
- Hyosung LT160
- Hyosung TE450
- Hyosung GF125
- Hyosung HS 50 Wilder
- Hyosung Cruise II